# Harlekinpinscher
Der Harlekinpinscher ist eine als ausgestorben geltende deutsche Hunderasse (ehemals FCI-Gruppe 2, Sektion 1, Standard-Nr. 210).

## Geschichte und Beschreibung
Er entstand um 1880 in Deutschland als gefleckter Schlag des Zwergpinschers. Er galt als äußerst anhänglicher und liebenswürdiger Haushund, als intelligent und freundlich. Sein Gewicht betrug etwa 12 kg. Das Fell war kurz, die Farbe war gescheckt oder gestromt mit weißer oder heller Grundfarbe.
Wegen einer Veranlagung zu Erbkrankheiten wurde der Harlekinpinscher schon bald vom Pinscher-Schnauzer-Klub abgelehnt. Seine Zuchtlinien sind seit 1930 erloschen. Die FCI strich ihn aus ihrer Liste, und er gilt heute als ausgestorben.
Der Schweizer Kynologe Hans Raber erklärt, dass das Verschwinden der Harlekin-Pinscher-Rasse wahrscheinlich mit dem Merle-Faktor zusammenhängt. Das Merle-Gen, das einem unvollkommen dominanten Erbgang folgt, führt bei einfacher Anlage zu einer partiellen Pigmentaufhellung, die oft als Tigerung bezeichnet wird. Bei doppelter Anlage kann dieses Gen zu schweren Ohren- und Augenanomalien sowie zu einer verringerten Fruchtbarkeit führen. Viele dieser sogenannten „Weißtiger“ sind hör- und sehbehindert und sterben oft kurz nach der Geburt. Es ist unklar, ob die Züchter des Harlekin-Pinschers sich der fast tödlichen Wirkung dieses Faktors bewusst waren, aber sie paarten wahrscheinlich Harlekin mit Harlekin und akzeptierten die damit verbundenen Risiken. Dies führte schließlich zum Aussterben der Rasse.